# Aixa Guerra
Aixa Guerra (Barcelona, 1972) és coreògrafa de teatre musical i professora de ballet contemporani i Modern Jazz.
Formada com a ballarina, cantant i actriu a Barcelona, Nova York i Londres: Es formà en dansa contemporània amb els professors Ramon Oller i Marta Carrasco entre d'altres mestres; Dansa jazz (Máximo Hita, Bernard O'Reilly -estil Bob Fosse-; Dansa clàssica (Ramon Solé, Karemia Moreno i d'altres professors famosos; també ha estudiat interpretació (Boris Rottenstein, Marc Martínez i d'altres mestres i cant (Helen Rowsend, Eduardo Ríos).
Com a intèrpret, ha treballat en espectacles com Kosmik Kabaret, West Side Story, Angels, Guys & Dolls, Adéu a Berlín, La hija de la Frau, Lulu i Tres sombreros de copa i va intervenir també en l espectacle de creació de dansa-teatre del coreògraf avantguardista Nigel Charnock (DV8) a La Caldera.
Ha realitzat la coreografia d'alguns dels muntatges del Teatre Tívoli, com La Jaula de las Locas, La Tabernera del Puerto al Teatro de la Zarzuela de Madrid, Mucho ruido y pocas nueces al Teatre Nacional de Catalunya, Follies al Teatro Español de Madrid, El Somni de Mozart al TNC, Merrily We Roll Along a la Sala Villarroel i Barcelona, Encrucijadas, entre d'altres, als principals teatres de Madrid i Barcelona. A més de la direcció de la coreografia, també ha actuat com a actriu en algunes de les funcions, com per exemple al Teatre Artenbrut de Barcelona, on a més de ser la responsable de la coreografia interpreta el paper de la prostituta Krost.
Com a docent treballa en la formació de ballarines, cantants i actors a centres com l'Institut del Teatre de Barcelona, l'Escola Superior d'Art Dramàtic Eòlia o el centre James Carlès a Tolosa de Llenguadoc.